# Partito Laburista Messicano
Il Partito Laburista Messicano (in spagnolo: Partido Laborista Mexicano - PLM) fu un partito politico messicano di orientamento socialdemocratico esistito dal 1919 al 1941.
Il PLM fu fondato da Luis Napoleón Morones, uno dei principali sindacalisti del Messico di allora. Esso funzionò come braccio politico della Confederazione Regionale dei Lavoratori Messicani (CROM), la confederazione sindacale più influente del Paese. Negli anni '20 il Partito Laburista era il partito politico più potente in Messico. I presidenti Álvaro Obregón (1920 - 1924) e Plutarco Elías Calles (1924 - 1929) furono eletti con i suoi voti e nel 1922 il Partito Laburista riuscì a sconfiggere il Partito Liberale Costituzionalista (PLC) nelle elezioni parlamentari e divenne il partito più grande del Congresso dell'Unione. La competizione con i partiti rivali, incluso il PLC, come il Partito Nazionale Cooperativo (PNC), il Partito Comunista Messicano (PCM), il Partito Nazionale Agrario (PNA) e il Partito Nazionale Antirielezionista (PNA) era spesso violenta e il governo generalmente supportava il PL.
Dopo l'assassinio di Obregón, che era stato appena rieletto, nel 1928 il potere del partito iniziò a calare. Morones fu sospettato di avere beneficiato della morte di Obregón e perse il supporto. Nel 1929 Calles fondò il Partito Nazionale Rivoluzionario (PNR), che divenne il partito "ufficiale". L'ultima partecipazione a un'elezione da parte del Partito Laburista avvenne alle presidenziali del 1940 quando sostenne il candidato di destra Juan Andreu Almazán, che fu appoggiato anche dai fondatori del Partito Azione Nazionale.
| Controllo di autorità | VIAF (EN) 155744170 · LCCN (EN) nr2002041496 |